# جایزه رسانه زیست‌محیطی

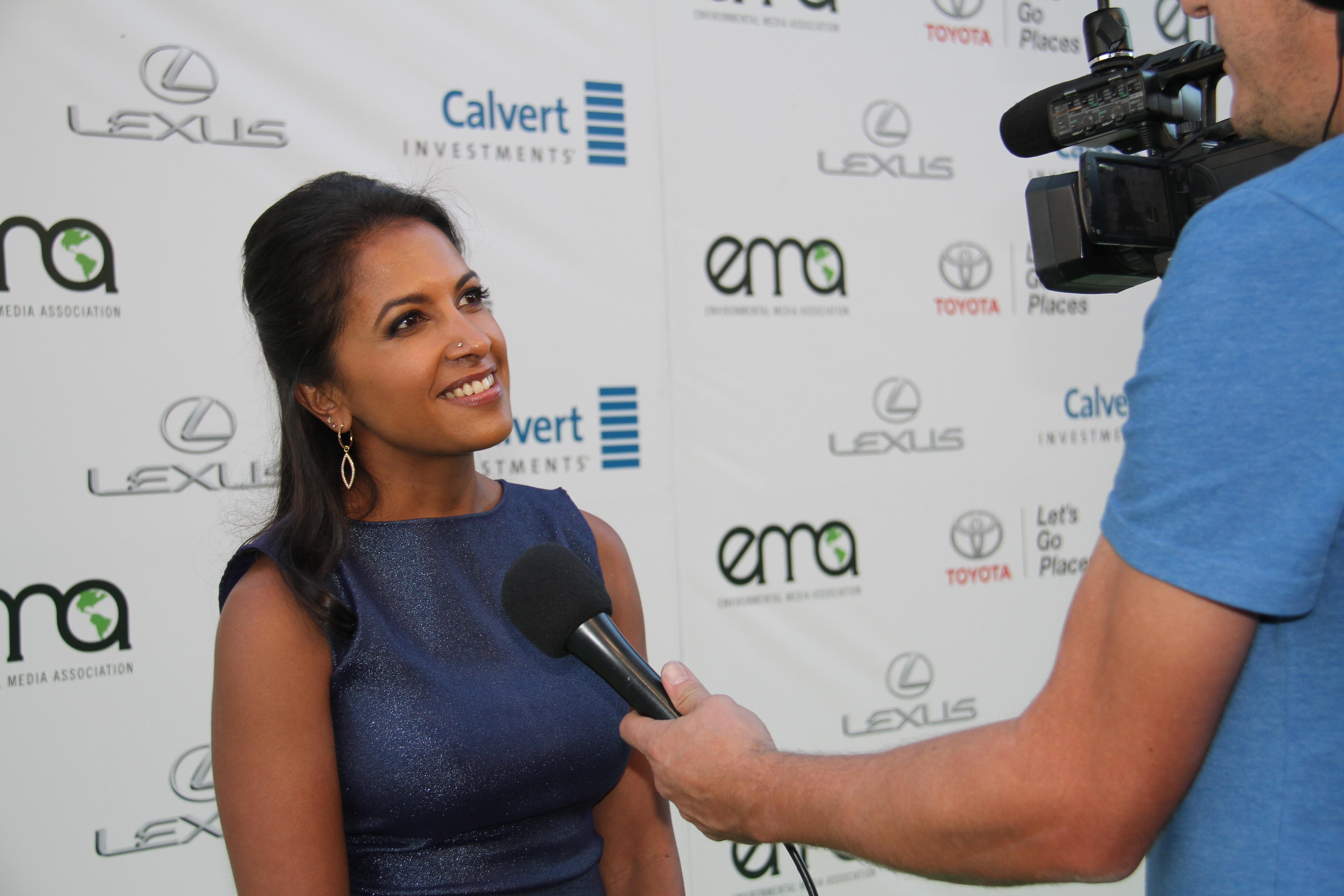
لحظه دادن جایزه

جایزه رسانه‌های زیست‌محیطی (انگلیسی: Environmental Media Awards) از سال ۱۹۹۱ توسط «انجمن رسانه زیست‌محیطی» به بهترین قسمت تلویزیونی یا فیلم دارای پیام زیست‌محیطی اعطا می‌شود.
انجمن رسانه زیست‌محیطی (ای‌ام‌ای) یک سازمان غیرانتفاعی است که در سال ۱۹۸۹ ایجاد شده است و معتقد است «از طریق تلویزیون، فیلم و موسیقی، جامعه سرگرمی قدرت تأثیرگذاری بر آگاهی زیست‌محیطی میلیون‌ها نفر را دارد.»

## لحظه‌های قابل توجه
اولین جایزه EMA در سال ۱۹۹۱ برگزار شد که در آن داین سایر میزبان و رابرت ردفورد سخنران اصلی بود.
بیست و هفتمین دوره جوایز سالانه EMA در سال ۲۰۱۷ و به میزبانی جیدن اسمیت در بارکر هانگر، فرودگاه سانتا مونیکا برگزار شد.
بیست‌ونهمین دوره جوایز سالانه EMA در سال ۲۰۱۹ با میزبانی کاروچه تران برگزار شد و جزیره سگ‌ها ساخته وس اندرسون برنده جایزه بهترین فیلم بلند شد.
در پاسخ به همه‌گیری کوید ۱۹، مراسم اعطای جوایز انجمن رسانه‌های محیطی در سال ۲۰۲۰ به‌طور مجازی و با پخش زنده برگزار شد.
پس از رویداد مجازی ناشی از همه‌گیری سال قبل، در ۲۰۲۱ اعطای جوایز، به‌طور سنتی‌تر توسط جف گلدبلوم میزبانی شد. در آن مراسم، اد بیگلی. جونیور جایزه یک عمر دستاورد، تا حدی هم به عنوان قدردانی از فعالیت‌های زیست‌محیطی خود را دریافت نمود.